# Babno Polje
Babno Polje je naselje v Občini Loška dolina.
Babno Polje je glavno naselje, ki leži v osojni legi Babnega polja, ki velja za slovensko »Sibirijo«. Tu so že dvakrat namerili najnižjo izmerjeno temperaturo v Sloveniji, in sicer -34,5 °C. Januarske temperature zraka tu niso dosti višje kot od tistih na skoraj 2000 m višji Kredarici v Julijskih Alpah. Srednje dnevne minimalne temperature v januarju so -9,3 °C, srednja letna pa 6,2 °C.
Zaradi ostre klime, ki tu omogoča le živinorejo in gozdarstvo so ljudje od tod vseskozi odhajali na delo v druge kraje. Sprva so delo kot gozdarji iskali predvsem v slavonskih gozdovih, v valu množičnega izseljevanja Slovencev v letih 1890–1924 pa so množično odhajali predvsem v Severno Ameriko.
Med Babnim Poljem in bližnjim Prezidom na hrvaški strani so ostanki rimskega zapornega obzidja. Ob cesti proti Prezidu stoji mejni kamen, ki je označeval mejo med nekdajnima državama Avstrijo in Ogrsko.
V naselju je bil do vstopa Hrvaške 1. januarja 2023 v skupno schengensko območje, ko je bila mejna kontrola po 31 letu ukinjena, tudi mejni prehod Babno polje.

## Nastanek imena
O izvoru imena kraja je ohranjenih več domnev:

### Baba in vrag
V ljudskem izročilu je ime Babno Polje povezano z ženo – babo, ki se je ob turškem napadu na vas zakopala v gnoj in edina ostala živa. Če malo pogledamo letnice, vidimo, da ta razlaga imena ne drži, ker se kraj tako imenuje že leta 1402, ko turških vpadov v naše kraje še ni bilo.

### Babo, stari oče
Prvi babnopoljski lokalni kaplan Jožef Grahek v kroniki leta 1830 pravi, da »slovensko ime Babno Polje izhaja iz staroslovanske besede 'babo', ki pomeni stari oče. Babno Polje torej pomeni polje starega očeta. Ta kraj so Turki do tal porušili. Ljudje, ki so se pred Turki umaknili, so se vrnili in se naselili na mestu sedanjega Prezida, v spomin na svoje pradede pa so kraju dali ime Babno Polje. Zato se Prezid imenuje tudi Staro Babno Polje (Altbaben-feld), pozneje pa je nastalo sedanje Babno Polje, ki se imenuje tudi Novo Babno Polje (Neubabenfeld). Prezid ali Staro Babno Polje je po mnenju razumnih ljudi nekdaj spadal pod Kranjsko.«

### Gozdna zel
Maks Pleteršnik razlaga, da je »babna ali babina neka gozdna zel, ki ima liste nekoliko podobne pivkam (mrtvim koprivam); pastirji spomladi z nje sokom pišejo leskove palice«. Po tej domnevi sta babnopoljska dolina in z njo kraj Babno Polje dobila ime po tej zeli.

### Babno polje, Malo polje
Karel Hojkar, snežniški upravitelj in vodja pošte v Ložu, je v potopisni črtici Iz Loža v Čubar leta 1860 ponovil omenjene podatke iz babnopoljske župnijske kronike, potem pa je zapisal, da so se pregnani prebivalci vrnili in začeli zidati »drugo vas ter ji dali ime Babno Polje, to je Malo polje«.

### Babni, Babji - nekaj slabšalnega
Navedenim štirim domnevam je mogoče dodati še peto. Pridevnik babji, babni (babin) lahko pomeni nekaj slabšalnega, manj kakovostnega (npr. babje poletje, babje pšeno). Zato bi lahko ime Babno Polje razumeli kot manj rodovitno polje od polja v Loški dolini in odtod njegov vzdevek. Babno Polje ima namreč ostrejše, manj prijazno podnebje in pogoste slane še v pozni pomladi.

## Zgodovina vasi
Vas Babno Polje (Pabenfeld) se v listinah prvič omenja leta 1402. Peter Novograjski je prodal v vasi dve kmetiji, na katerih sta bila kmeta Pavel in njegov sin (Pawl mit seinem Sun). Leta 1425 omenja listina v Babnem Polju pet kmetij. Oglejski patriarh Ludvik pl. Teck je namreč s to listino podelil Boltežarju pl. Lambergu desetino od babnopoljskih kmetij v starotrški župniji (in Laaserpharr). Vas je ležala na Zavodih pod Šmarnim gričem.
Vasico z devetimi kmetijami so leta 1528 Turki požgali (verprent von die Türken). Na kmetijah so bili: Pavel Župec (Supiz); Pavel, sin Jeriča (Ieriz) Mariča (Mariz); Gregor Mežnar; Klemen, sin starega župana; Jernej Dorne; Pavel iz Osilnice; Andrej, sin Lovreta Župca; Kristan Župec; Jernej Rupin in Lovre, sin Jeriča Mariča. Cela kmetija Klemena, sina starega župana, je po urbarju iz leta 1528 letno dajala: pravdo sv. Jurija (velikonočno jagnje in odojek), pravdo sv. Mihaela (odojek), za veliko noč jagnje, pravdo sv. Štefana ali 11 šilingov, eno vožnjo vina, ki je veljala 24 šilingov, dva mernika pšenice, šest mernikov ječmena, dvanajst mernikov ovsa, štiri kokoši in trideset jajc. Po turškem opustošenju Babnega Polja niso obnovili. V urbarju loškega gospostva leta 1606 je opomba, da travnike v Babnem Polju kosijo podložniki iz Loške doline in plačujejo travarino.
Začetek sedanjega Babnega Polja je leto 1719. Eva Kunšelj (Kunshel), hči Martina in Elizabete (materinega dekliškega priimka niso pisali) iz Babnega Polja (ex Wabnu polie), je bila 19. decembra 1719 prva krščena. Vsa leta prej ni v matičnih knjigah nobenih vpisov iz Babnega Polja. H krstu so nato prinesli svoje otroke naslednji očetje, gospodarji, skupaj z materami: 1721 Mihael Žagar z ženo Margareto in Primož Troha z ženo Jero; 1724 Gregor Bebar z ženo Marijo; 1725 Andrej Troha z ženo Elizabeto in Pavel Troha z ženo Agnes; 1726 Mihael Weber z ženo Marijo; 1727 Gregor Troha z ženo Marijo; 1728 Gregor Žagar z ženo Katarino; 1729 Tomaž Janež (Janesh) z ženo Gertrud (Jera), Mihael Lipovec (Lipoviz) z ženo Marijo in Urban Lipovec z ženo Marijo; 1730 Jakob Ožbolt (Osbalt) z ženo Marijo; 1732 Gregor Šošek (Shoshigk) z ženo Marino; 1733 Tomaž Janež starejši z ženo Barbaro, Janez Troha z ženo Marino, Gašper Malnar (Malinar) z ženo Marino; 1734 Leonard Pintar z ženo Marijo in Gašper Poje z ženo Agnes, itd.
Vas ni zelo velika saj šteje okoli 115 hiš. Stalno prebivajočih prebivalcev je 249. V vasi so prebivalci vseh starostnih obdobij. Najmlajši hodijo v podružnično osnovno šolo v Babnem Polju do četrtega razreda. Nato gredo v šolo v Stari trg. Po šolanju se jih večina zaposli v Loški dolini v tovarnah Kovinoplastika Lož, Marof Trade, Svea ali v ostalih državnih službah v občini. Nekateri se tudi vozijo na delo v Ljubljano ali pa so samostojni podjetniki. Vaščani so tudi zelo aktivni in se združujejo v različna društva:
- Prostovoljno gasilsko društvo Babno Polje
- Športno društvo Planjava Babno Polje
- Lovska družina Babno Polje
- Kulturno-umetniško društvo - 39

Etnična sestava 1991:
- Slovenci: 248 (83,8 %)
- Hrvati: 32 (10,8 %)
- Neznano: 16 (5,4 %)

## Rimsko obzidje in druge znamenitosti kraja
Med Babnim Poljem in hrvaškim Prezidom  so ostanki starega rimskega zapornega obzidja ali limesa, ob cesti pa stoji mejni kamen med nekdanjo Avstrijo in Ogrsko. Obzidje in kamen je že od nekdaj politična meja, prej med Avstrijo in Ogrsko, sedaj pa med Slovenijo in Hrvaško.
Čeprav je Babno Polje dokaj majhna vasica, v njej najdemo veliko zanimivih stvari. Ena mogoče bolj poznanih je Hubertus, azil za gozdne živali, ki je pod vodstvom Dušana Uleta. V Babnem Polju je tudi župnijska cerkev svetega Nikolaja iz konca 17. stoletja. 
V čast padlim borcem v drugi svetovni vojni je postavljenih več kot deset spomenikov. Ti so razkropljeni po vasi in po okoliških gozdovih.

## Dvorec Babno Polje
Manjši gradič na griču Bukovica so si najprej postavili Snežniški Lichtenbergi, a ga kaj kmalu prodali čabranskim grofom Paravićem. Po pripovedovanju je imel dvorec okoli 20 sob. V njih je bilo starinsko pohištvo, lovske trofeje ter knjige in časopisi v več jezikih. Uporabljali so ga samo kot počitniško počivališče, stalno so v njem prebivali le logarji. Med drugo svetovno vojno so se v dvorec naselile redovnice iz Štajerske. Skupaj z duhovnikom so imeli verske obrede in vaške otroke poučevali verouk. Po odhodu redovnic se je gradič spremenil v partizansko skladišče hrane za bolnišnice. Za to so izvedeli Nemci in dvorec požgali. Kasneje so razvaline dvorca uporabili za gradnjo Zadružnega doma. Danes na dvorec spominjajo le še visoke smreke ter sem ter tja kakšne narcise, ki so jih pred mnogimi leti zasadile redovnice.

## Slovenska Sibirija
Babno Polje slovi kot najhladnejši [naseljeni kraj] v Sloveniji, saj na dnu polja prihaja do močnega toplotnega obrata, posledica tega pa so pogoste pozne spomladanske in zgodnje jesenske pozebe. Zaradi toplotnega obrata so izmerili najnižjo temperaturo v naseljenem kraju, to je –34,5 °C (15. in 16. februar 1956), neuradno pa celo –39,6 °C (leta 1929). Hladno je bilo tudi 1. aprila 2005, ko je bilo v nižjem delu polja neuradno izmerjenih –36 °C. Uradna temperatura tega dne je bila – 29 °C, saj je meteorološka hišica na višjem delu polja, kjer pa so temperature znatno toplejše, saj je hladnejši zrak težji od toplejšega.

## Hrib Vražji vrtec
Vražji vrtec je bil v starih časih zelo skrivnosten kraj. Na vrhu naj bi ležali ostanki prazgodovinskega mesta z zakopanim zakladom. Odkopati se ga ja dalo le ponoči, toda takrat so na griču hudiči, ki plešejo svoj vražji ples. Pogosto so se jim pridružile čarovnice, saj so grič uporabljale za oddih na poti med notranjsko Slivnico in hrvaškim Klekom. Tako se ni našel noben junak, ki bi šel pod takimi pogoji izkopavat pozabljeni zaklad. Ker se grič zarašča, ga bo vse težje najti. Grič je priljubljen za lepe nedeljske pohode.
Med drugo svetovno vojno so Italijani leta 1942 ubili 40 talcev iz Babnega Polja ob razcepu gozdnih poti severno od Babnega Polja v Bukovški gmajni, ki se nadaljuje proti vrhu Vražjega vrtca.

## Govor Babnega Polja
Govor Babnega Polja je eden od govorov narečja, ki se govori tudi ob Čabranki in zgornji Kolpi na slovenski in hrvaški strani (Prezid, Čabar, Zamost, Osilnica). Po mnenju slavista Tineta Logarja je govorica nastala na osnovi mešanja različnih narečnih prvin. Najstarejša govorna plast v jeziku je dolenjščina. Dolenjski so v njej padajoči o; e ę rastoči o in a  v slovenskih dolgih zlogih (e:i, u, iə, uə in å:), pri čemer so nekateri dolenjski refleksi doživeli manjše nadaljnje spremembe (ie>iə; uo>uə). Rovtarsko-idrijske prvine so: skrajšanje i:/u:>i/u, zastopnika za tako imenovano sekundarno poudarjena e/o v tipih sest'ra/ko'sa, namreč je/wa; ə>o;r>or; akanje.
Gorenjsko je švapanje (la/wa).

## Razglednica Babnega Polja
Kraj je imel včasih kar nekaj razglednic. Danes je ena od njih ponatisnjena. Razglednica prikazuje pogled na jugovzhodni del Babnega Polja z župnijsko cerkvijo svetega Nikolaja na začetku 20. stoletja. Avtor je neznan. Znano je le, da je bila izdelana v Trstu pred prvo svetovno vojno. Podlaga ji je bila črno-bela fotografija ali risba, ki je bila ročno pobarvana z barvnimi klišeji. Podobo kraja, kot je razvidna na razglednici so s seboj v Severno Ameriko odnesli tudi številni babnopoljski izseljenci. Med njimi je bil tudi Frank Troha Rihtarjev, nedvomno eden izmed najbolj znanih babnopoljskih izseljencev. V svojih številnih objavah v različnem slovensko-ameriškem časopisju je črpal snov prav v rojstnem kraju, zato je razglednica ponatisnjena v njegov spomin.

## Znane osebnosti, povezane s krajem
- Franc Rigler, veterinar, strokovni pisatelj in kulturni delavec (1907, Babno polje – 1979, Ljubljana)
- Frank Troha Rihtarjev

- Babno polje
- Župnija Babno Polje
- Frank Troha Rihtarjev
- Iz Babnega Polja do Goričic
- seznam naselij v Sloveniji
- Staro Babno polje (Prezid)